# Marjorie Clark
Marjorie Clark (Sudáfrica, 6 de noviembre de 1909-15 de junio de 1993) fue una atleta sudafricana, especialista en la prueba de 80 m vallas en la que llegó a ser medallista de bronce olímpica en 1932.

## Carrera deportiva
En los JJ. OO. de Los Ángeles 1932 ganó la medalla de bronce en los 80 m vallas, con un tiempo de 11.8 segundos, llegando a meta tras las estadounidenses Babe Didrikson (oro) y Evelyne Hall, ambas con un tiempo de 11.7 segundos.